# Ẹ
Cette page contient des caractères spéciaux ou non latins. S’ils s’affichent mal (▯, ?, etc.), consultez la page d’aide Unicode.
Ẹ, ou E point souscrit (minuscule ẹ), est un graphème utilisé dans l'écriture de l’abua, du béarnais, de l’efik, de l’ekpeye, du gokana, de l’ibibio, de l’isoko, de l’itsekiri, du lokaa, du urhobo, et du yoruba au Nigeria, ou du vietnamien. Il s'agit de la lettre E diacritée d'un point souscrit.

## Utilisation

### Vietnamien
En vietnamien le Ẹ représente le son /ɛ/ avec le ton descendant glottalisé /ɛ˧˨ˀ/.

### Yoruba
En yoruba, le Ẹ représente le son /ɛ/. Il peut être combiné avec un accent indiquant un ton, par exemple : ẹ́, ẹ̀, ẹ̄.

## Représentations informatiques
Le E point souscrit peut être représenté avec les caractères Unicode suivants :
- précomposé (Latin étendu A)[1] :

| formes    | représentations | chaînes de caractères | points de code | descriptions                             |
| --------- | --------------- | --------------------- | -------------- | ---------------------------------------- |
| capitale  | Ẹ               | Ẹ                     | U+1EB8         | lettre majuscule latine e point souscrit |
| minuscule | ẹ               | ẹ                     | U+1EB9         | lettre minuscule latine e point souscrit |

- décomposé (latin de base, diacritiques) :

| formes    | représentations | chaînes de caractères | points de code | descriptions                                         |
| --------- | --------------- | --------------------- | -------------- | ---------------------------------------------------- |
| capitale  | Ẹ               | E◌̣                    | U+0045 U+0323  | lettre majuscule latine e diacritique point souscrit |
| minuscule | ẹ               | e◌̣                    | U+0065 U+0323  | lettre minuscule latine e diacritique point souscrit |